# 黃帶平鯛
黃帶平鯛為輻鰭魚綱鱸形目鱸亞目鯛科的其中一種，分布於東南大西洋區，從南非納塔爾至開普敦海域，棲息深度可達100公尺，體長可達40公分，棲息在沙石底質海域、河口區，屬肉食性，以貝類、甲殼類、軟體動物等為食，可做為食用魚及遊釣魚。